# Harald II de Noruega
Harald Eiriksson, llamado el de la piel gris, en nórdico antiguo: Harald gråfeldr; en noruego: Harald Gråfell (930-965), fue rey de Noruega aproximadamente de 960 hasta su muerte. Era hijo del rey Erico I Hacha Sangrienta y la esposa de este, Gunnhild.

## Biografía
Harald y sus ocho hermanos crecieron en el exilio en Dinamarca, después de que Haakon I -su tío paterno- se había apoderado del trono noruego. Su tío materno, el rey danés Harald Blåtand, tenía intereses en Noruega y decidió apoyar militarmente a sus sobrinos en la lucha por reclamar su herencia dinástica. En tres ocasiones, las invasiones de los hermanos fueron rechazadas por el rey Haakon, pero en la última de ellas, este fue mortalmente herido.
Al no contar Haakon con herederos, Harald Eiriksson, que era el mayor de los hermanos sobrevivientes, se convirtió en el heredero más próximo, y alrededor de 960 fue elegido como el nuevo soberano. Harald asumió desde el principio una actitud sumisa hacia Dinamarca y se autoproclamó rey tributario de su tío el rey Harald "Diente azul", quien a partir de entonces se titulaba "soberano de toda Dinamarca y Noruega".
En colaboración con sus hermanos, Harald II pudo deshacerse , mediante asesinatos, de sus adversarios más poderosos, entre los que se encontraban los jarls de Møre y de Lade. De esa forma, todos los territorios noruegos pasaron al control directo del rey, circunstancia que no habían podido alcanzar los monarcas anteriores, quienes sólo eran soberanos de iure en esas regiones.
Con el dominio efectivo de todo el reino, Harald II obtuvo cuantiosos ingresos económicos, gracias al comercio de colmillos de morsa del Océano Ártico, un recurso casi tan valioso como el marfil, y por el importante comercio de pieles de Noruega, Bjarmland (en la actual Rusia) y de las mercancías procedentes de los tributos pagados por las poblaciones laponas. Fue precisamente por el auge del comercio de pieles que recibió el sobrenombre de piel gris, que aludía al color del pelaje invernal de ardilla. Él personalmente participó en viajes comerciales por el norte de Noruega y Bjarmland, llegando hasta la desembocadura del Dvina Septentrional.
La derrama económica que recibió Harald lo hizo cada vez más independiente del rey de Dinamarca. Sin embargo, sus enemigos políticos, en especial Haakon Jarl, pactaron con Harald Dienteazul y buscaron una manera de eliminarlo. Harald, que se mantenía como aliado de su tío, alistó un ejército y marchó a Dinamarca para hacer un frente común contra los francos. Poco después de desembarcar en Jutlandia, fue emboscado por Harald Knutsson, un pretendiente danés a la corona noruega, a orillas del Limfjord y muerto en batalla.
Tras su muerte, sus hermanos se exiliaron y Harald Dienteazul pudo controlar Noruega y colocar a Haakon Jarl en el gobierno de ese reino.

## Haralds saga gráfeldarenHeimskringla
Haralds saga gráfeldar es uno se los relatos de Heimskringla sobre los reyes noruegos. A finales del reinado de Hakón el Bueno, Eiríkr Hacha Sangrienta regresa de su exilio en Dinamarca y desata la guerra en Noruega. Tras matar a su hermano en la batalla de Fitjar, los hijos de Eiríkr gobernaron sobre toda Noruega hasta que Harald II fue asesinado por un engaño de Håkon Sigurdsson. El jarl de Lade gobernaría Noruega hasta finales del siglo X. Aunque la obra se centra en el gobierno de Harald II, el personaje no aparece descrito por el autor de forma simpática.